# تپه کول بلاغ ۳
تپه کول بلاغ ۳ مربوط به دوره سلوکیان - دوره اشکانیان است و در شهرستان کرمانشاه، بخش مرکزی، دهستان بالادربند، داخل روستای کول بلاغ واقع شده و این اثر در تاریخ ۱۵ دی ۱۳۸۷ با شمارهٔ ثبت ۲۴۱۶۰ به‌عنوان یکی از آثار ملی ایران به ثبت رسیده‌است.